# Hesh Rabkin
Herman „Hesh” Rabkin, interpretat de Jerry Adler, este un consilier și prieten de-al lui Tony Soprano în seria televizată distribuită de HBO, Clanul Soprano. 
Personajul Hesh Rabkin ar putea fi inspirat din mogulul muzical Morris „Mo” Levy care a fondat Roulette Records și a avut legături cu mafia.